# Ruta Mototrans
La Ruta Mototrans (actividad recreativa en circulación vial) es un evento anual para motocicletas tipo trail y enduro, fue organizada por primera vez en la isla de Gran Canaria por AOR Canarias en abril de 2013. 
El concepto está basado en la filosofía del Paris-Dakar y los maratones de montaña Trail running. El reto reconoce la capacidad de navegación, el trabajo en equipo y la resistencia física a las largas horas sobre la moto atravesando pistas de tierra por valles, montañas y barrancos. El objetivo de los participantes es completar durante dos días el recorrido de aproximadamente 550 km en grupos de 3 a 2 motoristas de forma escalonada.

## Desarrollo
Los participantes comienzan la ruta tomando la salida en grupos cada 10-6 min. A partir de entonces, tendrán que navegar y completar un recorrido muy exigente, principalmente ideado para motos tipo trail con alternativas de mayor dificultad para motocicletas enduro. Durante el recorrido encontrarán puntos de control y avituallamientos para dar apoyo, ya que se suelen superar las 10 h por día. 
El primer día termina en el camping-moto, donde se atiende a todos los participantes que van llegando hasta la madrugada. Al día siguiente se toma una nueva salida de menor kilometraje. Los participantes tendrán que dosificar su fuerzas para terminar el recorrido y llegar al final.

## Ambiente
La actividad logra el equilibrio entre uso recreativo de la motocicleta de campo y conservación natural, para adaptarse e integrarse a las restricciones ambientales de los Espacios Naturales Protegidos (ENP) y Zona Especiales (ZEC y ZEPA) de las Islas Canarias.  
Justo en la coyuntura del desconocimiento de las prohibiciones de la motocicleta de campo, y el auge de la misma, nace una idea que se fundamenta en conocer la legislación, con el fin de hacer desaparecer esa incertidumbre legal y poder disfrutar de la motocicleta con toda tranquilidad. Muchos de los usuarios desconocen si se encuentra en un área de conservación, o si el tránsito de una pista en concreto, está permitido o no.
La organización ha adquirido un gran compromiso con Gran Canaria y Fuerteventura, para conseguir una actividad 100% respetuosa con el entorno y consolidar dicha actividad, para lograr a largo plazo, un interés y atractivo turístico.
Los dos grandes objetivos son, instruir a sus participantes e informar a la comunidad sobre el uso correcto de la motocicleta de campo. Además, enseña a valorar la singularidad de los paisajes y su conservación, del privilegio de poder hacer uso de algunas pistas dentro de espacios naturales, ayudando a preservar el uso recreativo, para que no termine con su restricción.
En colaboración con el Cabildo de Gran Canaria y Fuerteventura, se trabaja para reducir al mínimo el impacto ambiental que pudiera producir la actividad.

## Eventos

### GranCanaria Mototrans 2013
Fecha: 13, 14 de abril de 2013
La isla de Gran Canaria convocó a 36 participantes de las 39 plazas limitadas, con un recorrido final de 500 km durante dos días discurriendo por todos los municipios de Gran Canaria excepto Santa Brígida (45% pistas de tierra 55% asfalto). La isla desveló grandes contrastes, desniveles, valles y barrancos, cambios de temperatura, combina zonas húmedas con pistas áridas y desérticas... Por ello, se convierte en una de las rutas más exigentes del desafío Ruta Mototrans. Algunas de las zonas más características por las que discurrió la ruta son: Barranco Guiniguada, Valsequillo, Pueblo de Temisas, Aldea blanca, Barranco de Tirajana, Playa de Tarsarte, La Aldea de San Nicolás, Ctra. subida a Acusa, Guardaya, Artenara, Loma de Samarrita, Valsendero, Barranco de Tenoya, Los Giles...
| Participantes        | Procedencia   | Categoría        |
| -------------------- | ------------- | ---------------- |
| Álvaro Rodríguez     | Gran Canaria  | Mototrans 550 km |
| David Rodríguez      | Fuerteventura | Mototrans 550 km |
| Daniel Domínguez     | Gran Canaria  | Mototrans 550 km |
| Alonso Martin        | Gran Canaria  | Mototrans 550 km |
| Rito Esparza         | Gran Canaria  | Mototrans 550 km |
| Carlos Trujillo      | Gran Canaria  | Mototrans 550 km |
| Carlos Porta         | Gran Canaria  | Mototrans 550 km |
| Luis Gimón           | Gran Canaria  | Mototrans 550 km |
| Juan Herrera         | Gran Canaria  | Mototrans 550 km |
| Angel Diez           | Gran Canaria  | Mototrans 550 km |
| Javier Castañares    | Gran Canaria  | Mototrans 550 km |
| Juan Vega            | Gran Canaria  | Mototrans 550 km |
| Rafael Martell       | Gran Canaria  | Mototrans 550 km |
| Angel Calcines       | Gran Canaria  | Mototrans 550 km |
| Domingo De Los Reyes | Gran Canaria  | Mototrans 550 km |
| Enrique Naranjo      | Gran Canaria  | Mototrans 550 km |
| Omar Khayat          | Gran Canaria  | Mototrans 550 km |
| Pedro Gómez          | Gran Canaria  | Mototrans 550 km |
| Jorge Gómez          | Gran Canaria  | Mototrans 550 km |
| Pablo Gomez          | Gran Canaria  | Mototrans 550 km |
| David López          | Gran Canaria  | Mototrans 550 km |
| Rafael López         | Gran Canaria  | Mototrans 550 km |
| Jose Moreno          | Gran Canaria  | Mototrans 550 km |
| Victor Martin        | Gran Canaria  | Mototrans 550 km |
| Francisco Fleitas    | Gran Canaria  | Mototrans 550 km |
| David Rodríguez      | Gran Canaria  | Mototrans 550 km |
| Marcos Ruiz          | Gran Canaria  | Mototrans 550 km |
| Pablo Heras          | Gran Canaria  | Mototrans 550 km |
| Roberto Arencibia    | Gran Canaria  | Mototrans 550 km |
| Moises Espino        | Gran Canaria  | Mototrans 550 km |
| Ignacio Espino       | Gran Canaria  | Mototrans 550 km |
| Javier Cruz          | Gran Canaria  | Mototrans 550 km |
| Suso Alexander       | Gran Canaria  | Mototrans 550 km |
| Raúl Suárez          | Gran Canaria  | Mototrans 550 km |
| Gerardo Monzón       | Gran Canaria  | Mototrans 550 km |
| Juan Correa          | Gran Canaria  | Mototrans 550 km |

### Fuerteventura Mototrans 2013
Fecha: 7, 8 de diciembre de 2013
La isla de Fuerteventura, espectacular por sus playas de arena rubia, nos presenta unos paisajes naturales muy distinto del resto de las islas. Sus zonas áridas y grandes llanuras, crean un escenario único para la ruta mientras nos hace recordar la cercanía con el continente africano.
- Datos: Q16626999